# Sascha Lauterbach (Footballspieler)
Sascha Lauterbach (* 1978) ist ein ehemaliger deutscher Footballspieler.

## Laufbahn
Lauterbach, ein 1,84 Meter messender Wide Receiver, spielte zunächst von 1998 bis 2002 für die Hamburg Blue Devils. Zwei Mal wurde er mit der Mannschaft deutscher Meister (2001, 2002) sowie 1998 Eurobowl-Sieger. Im Spieljahr 2004 gehörte er wieder dem Blue-Devils-Aufgebot an, in der Saison 2005 wurde er mit den Braunschweig Lions deutscher Meister.